# Anastàsia (pel·lícula de 1956)
 Anastàsia  (original: Anastasia) és una pel·lícula estatunidenca dirigida per Anatole Litvak, estrenada el 1956 i doblada al català.

## Argument
París 1928. Russos blancs exiliats, el general Bounine i els seus còmplices Chernov i Petrovin projecten recuperar per tots els mitjans la fortuna del tsar Nicolau II, bloquejada fora de Rússia després de l'execució del sobirà i de la seva família pels bolxevics, deu anys abans. Circulen rumors que la més jove de les seves filles, la Gran duquessa Anastàsia, s'hauria salvat i viuria sota una falsa identitat, decideixen trobar una noia que s'assembli per tal de fer-se passar per ella. El dia de la Pasqua russa, impedeixen a una desconeguda suïcidar-se saltant d'una andana del Sena. Amnèsica i vagament semblant a les descripcions fetes d'Anastàsia, la jove anomenada Anna Koreff vacil·la, després es deixa persuadir per Bounine. S'estudia el seu paper d'hereva amb zel, després és presentada als membres de la Dinastia Romànov, exiliats a Dinamarca

## Comentari
La pel·lícula s'inspira lliurement en fets reals. Descriu en part la història d'Anna Anderson, una jove descoberta a Berlín quan anava a suïcidar-se, i és internada en un asil. Aquí va pretendre ser la Gran duquessa Anastàsia. Va seguir una molt llarga polèmica: és o no és la gran duquessa?

## Repartiment
- Anna Koreff/Gran duquessa Anastàsia Nikolaevna: Ingrid Bergman
- General Sergueï Pavlovitch Bounine: Yul Brynner
- Emperadriu vídua Maria Fedorovna: Helen Hayes
- Boris Adreivitch Chernov: Akim Tamiroff
- Baronessa Elena von Livenbaum: Martita Hunt
- Chamberlain: Felix Aylmer
- Piotr Ivanovitch Petrovin: Sacha Pitoëff
- Príncep Paul von Haraldberg: Ivan Desny
- Irina ‘Nini’ Lissemskaia: Natalie Schafer
- Stépan: Grégoire Gromoff
- Mikhaïl Vlados: Karel Stepanek
- Marusia: Ina de la Haye
- Maxime: Katherine Kath

## Premis
- Ingrid Bergman es va emportar l'Oscar a la millor actriu 1957. Alfred Newman va ser nominat en la categoria Oscar a la millor banda sonora, però la recompensa va anar a Victor Young per a La volta al món en vuitanta dies.